# Jay Landsman
Jay C. Landsman est un policier à la retraite et acteur,. Il tient une part importante dans le livre de David Simon de 1991 sur l'unité homicide de Baltimore : Homicide: A Year on the Killing Streets.  

## Jeunesse
Selon le livre, Landsman est le dernier de sa lignée familiale au service de police de Baltimore. Son frère Jerry était un détective qui est parti dans les années 1980 et leur père était le premier commandant de district juif.

## Carrière d'acteur
Le livre a ensuite été développé dans la série télévisée Homicide: Life on the Street. Il a inspiré le personnage de fiction John Munch dans cette émission ainsi qu'un personnage nommé Jay Landsman dans la série télévisée Sur écoute de HBO, également créée par Simon (bien que le personnage de Landsman ne soit pas joué par Landsman lui-même, mais par Delaney Williams). Il joue un autre rôle que celui portant son nom dans Sur écoute, incarnant le lieutenant Dennis Mello,.  
Landsman réalise une brève apparition dans la minisérie de HBO The Corner. Il apparaît dans la cinquième saison de l'émission de cuisine et de voyage Anthony Bourdain: No Reservations (en) lorsque l'animateur Anthony Bourdain s'arrête à Baltimore pour une tournée de la Rust Belt. 

## Carrière policière
Il commande le Precinct 6 de Baltimore en tant que capitaine à partir d'avril 2014 puis il est nommé major de la police du comté de Baltimore en septembre 2017.  
En mars 2016, ses quatre enfants servaient avec lui dans le département de police du comté de Baltimore, ainsi qu'une petite-fille. Son neveu, Richard Landsman, a également servi à Baltimore en tant que lieutenant, tout comme d'autres membres de la famille Landsman,. 
En janvier 2020, il prend sa retraite. 